# 폴더블 스마트폰
폴더블 스마트폰(영어: foldable smartphone, foldable)은 경첩이 있는 플렉서블 디스플레이를 이용한 스마트폰 폼 팩터의 한 종류이다. 디스플레이가 수직축으로 접히는 기기들은 더 넓은 태블릿과 같은 형태로 펼치도록 설계되어 있으나 더 작은 접힌 상태로도 이용이 가능하다. 즉, 디스플레이는 접었을 때(예: 로욜 플렉스파이와 화웨이 메이트 X) 기기의 뒤쪽으로 접힐 수 있고, 아니면 크기가 더 크면서 접힌 화면이 내부에 위치한 소책자같은 디자인을 사용할 수 있고, 아니면 열지 않은 채로 사용자가 기기와 소통할 수 있는(예: 삼성 갤럭시 폴드) 화면 커버를 갖출 수 있다. 수평으로 접히는 스마트폰들도 제작되고 있으며 이는 일반적으로 클램셸 폼 팩터를 사용한다.
이 개념의 전신들은 비슷한 방식으로 힌지에 다중 터치스크린 패널을 사용하였으나 이 용어는 현재 플렉서블 디스플레이를 이용하는 구현체들과 동일시되고 있다. 이러한 장치들의 개념은 노키아의 Morph 콘셉트(2008년), 삼성전자가 제시한 콘셉트(2013년 플렉서블 OLED 디스플레이를 이용한 콘셉트의 일부)로 거슬러 올라가며, OLED 디스플레이를 채용하면서 상업적으로 판매되는 접히는 최초의 스마트폰들은 2018년 11월에 등장하기 시작했다.
상용화된 1세대 폴더블 스마트폰들은 내구성 문제와 높은 가격 문제를 마주하였다.

## 역사

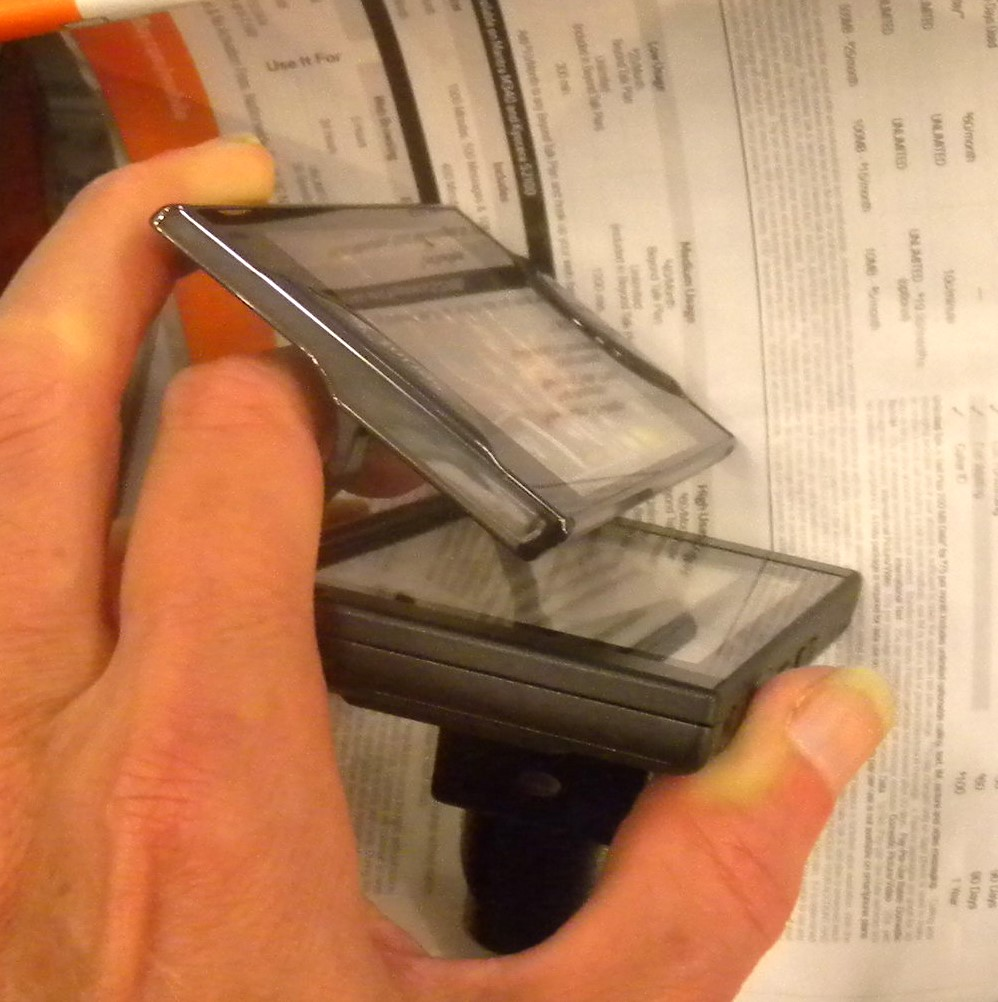
교세라 에코(Kyocera Echo)는 현 세대의 폴더블 스마트폰의 전신이다.

2006년, 폴리머 비전은 모바일 월드 콩그레스(MWC)에서 Readius라는 롤러블 콘셉트 폴더블 스마트폰을 보여주었다.

## 같이 보기
- 플렉서블 디스플레이
- 휴대 전화 폼 팩터
- 랩톱